# Kommissionen Delors I
Kommissionen Delors I var en europeisk kommission som var i tjänst mellan 6 januari 1985 och 5 januari 1989. Den leddes av Jacques Delors, och ett antal andra kommissionärer som varierade i antal under de olika mandatperioderna. Jacques Delors är den enda personen som har blivit omvald som kommissionsordförande mer än två gånger. Kommissionen ersattes 1989 av kommissionen Delors II.

## Kommissionen Delors I
Kommissionen Delors I tillträdde den 6 januari 1985 efter att ha godkänts av medlemsstaternas företrädare den 4 december 1984. Kommissionen satt på fyra års mandattid till den 5 januari 1989. Delors utsågs som ordförande för en halv mandatperiod. Hans mandat förnyades för återstoden av mandatperioden den 15 december 1986. Även vice ordförande utsågs för en halv mandatperiod i taget.
Efter Portugals och Spaniens anslutning till gemenskaperna 1986 utsågs även Manuel Marín till vice ordförande. Samtidigt utsågs även Antonio Cardoso e Cunha och Abel Matutes Juan till kommissionsledamöter. 1987 utsågs Peter Schmidhuber till kommissionsledamot.

## Prestationer
Under kommissionens mandatperiod lades grunden för det som senare skulle bli inre marknaden, bland annat genom europeiska enhetsakten. Kommissionen lade också grunden för eurosamarbetet. Kommissionen var bland annat med och införde en ny harmoniseringsmetod för att fullända den fria rörligheten för varor.

## Kommissionärer
Under den första mandatperioden, 1985 till 1989, bestod kommissionen av 19 ledamöter.